# Athéné Lindia temploma

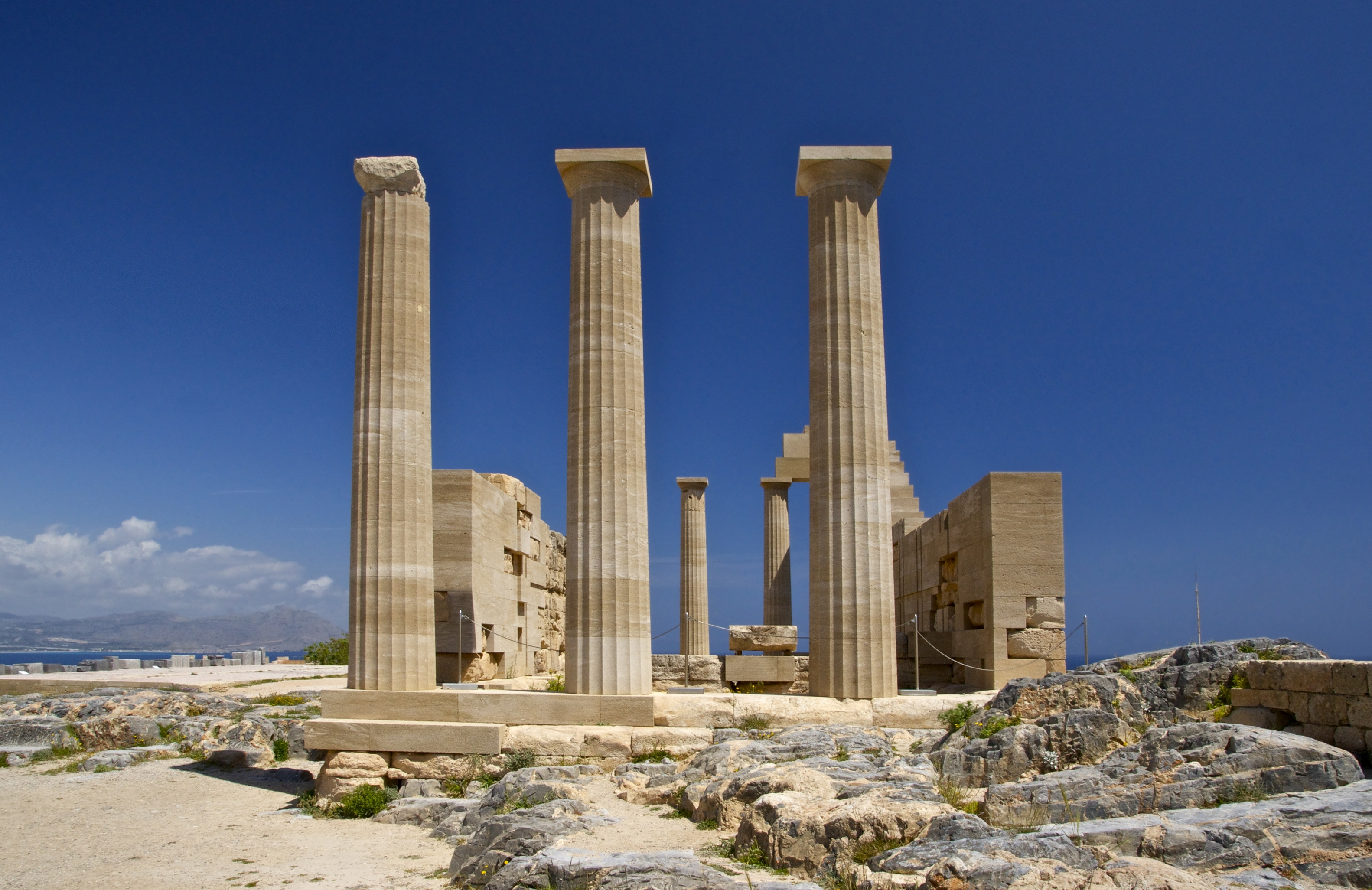
A templom romjai ma

Athéné Lindia temploma egy szentély volt a rodoszi Lindoszban, amelyet Pallasz Athéné istennőnek szenteltek. A pán-hellén szentély vitathatatlanul kultuszának regionális központja volt.

## Történelem
A szentély a rodoszi Lindosz városában, az akropoliszban található amely akkoriban a sziget fővárosa volt. Úgy tűnik, hogy a templom alapítása előtt a terület egy helyi istennő kultuszának helye volt. A Templom a sziklafalban megbúvó természetes barlang fölé épült, amely korábban kultikus hely lehetett.
Az első templom az i.e.-i 6 századra tehető. Valószínűleg Cleobulus építtette. Athéné Lindia kultikus szobrát fogadalmi szobrokból Athéné ülő alakjaként rekonstruálták polos koronával.
A templom Kr.e. 342-ben leégett, és helyeét az i.e. 4. század végén egy Dór stílusban épült. 7,75 x 21,65 m méretű,  új templom váltotta fel. Az új kultikus szobor Athéné pajzsót cipelő álló alakja volt, de sisak helyett pólót viselt; mivel a cella fala rögzítette, életnagyságú lehetett.
A templom hírnevét igazolja, hogy Nagy Sándor és számos utóda is áldozatot mutatott be, és a győzelmeik után fegyvereket ajánlottak fel. Sok fogadalmi ajándéka híres volt, és a Templomi Krónikában is megemlítették, mint például Boethus és ephesusi Parrhasios  festő művei.

### Mitológia
Rodosz szigetét az ókorban az Athéné kultuszának jelentős helyszíneként emlegették és a rodoszi szentélyt, valamint kultuszát az athénival együtt említik. Rodosz fontos hely volt Athéné születésének mítoszában, mellyel kapcsolatban ezt mondták:

„
Arany eső esett Rodosz szigetén , amikor Athéné Zeusz fejéből született.”

A legenda szerint a templomot Danaosz és a Danaidák alapították. Pszeudo-Apollodórus szerint (Kr.e. 2. század), a templomot Danaus alapította, aki szobrot szentelt Athéné Lindiának, hálából azért, mert segített neki egy hajót építeni, mellyel segítette lányait a szökésben: „Danaosz, Aigüptosz fiaitól való félelemben Athéné felügyelete alatt hajót épített (az első ember, aki megszökött), és lányait (az 50 Danaidát) feltette a fedélzetre. Rodoszra érkezve felszentelte Athéné szobrát és onnan Argosba ment. Sztrabón úgy jellemezte a templomot, hogy azt nem az apjuk, hanem a Danaidák alapították: "Lindosban található Athéné Lindia híres temploma, amelyet Danaosz lányai alapítottak."  Kallimakhosz szerint Athénének Danaosz által felállított kultikus képe eredetileg egy xoanon volt, mielőtt szoborral helyettesítették volna, ami a templom antik jellegére utal  
Pindarosz így írt a templom körüli legendákról az i.e 5. században:

„
A földet tenger ölelte körül (Rodosz), ahol egykor az istenek nagy királya Zeusz arany hópelyheket szórt a városra; azon a napon, amikor Héphaisztosz ügyes keze munkájával a bronzpengéjű baltát megalkotta, ahonnan Athéné az apja homlokának hasadt csúcsáról ugrott fel, és a széles égboltnak szegezte harci kiáltásait. És Uranosz (Ég) remegett, ahogy meghallotta, és az Anyaföld (Gaia - Föld). Akkor még a nagy isten, Hyperionides Héliosz - a nap], aki fényt adott a halandó embereknek,  szeretett fiainak (azaz a rodoszi Heliadainak) adta a feladatot, hogy gondoskodjanak a jó életről. : először az istennőnek fényes oltárt építettek, és szent áldozati szertartásokat alapítanak, megörvendeztetik Zeusz szívét és a dárdás dárda szolgálóleányát. Most Reveence,  Forethought lánya erényt és bátor örömet ad az embereknek. És mégis eljön, lopakodó szárnyon, a feledékenység felhője, elrántva megzavarodott elménket tetteik szándékának egyenes útjáról. Ugyanis a magasba szálltak, de nem vitték kezükben az égő láng magját, hanem a város magasságában [azaz Lindos akropoliszában] szent tűz nélküli körzetet alapítottak. De ezeknek az embereknek Zeusz hozta a sáfrányfelhőt, és aranyözönt zúdított rájuk, és maga a szürke szemű istennő ajándékozta meg őket a készségekkel, hogy minden embernek a földön, kitűnő kezeik birtokolják a mesterséget. Az utak pedig magukon hordozták az életről és a mozgásról alkotott képeiket, és széles körben elterjedt a hírnevük.”

### Kultusz
A rodoszi Athéné kultusza némileg eltért a Görögország más részein uralkodó kultusztól, mivel megkövetelte az oltáron az áldozati állatok belsőségének elégetését, csak Rodoszra volt jellemző. Idősebb Philosztratosz így írt a szentély kultuszáról a 3. században :

„
Athéné születése . . . Két nép áldoz már Athénének [azaz születése napján] két város akropoliszán, az athéniek és a rodosziak, egyik a szárazföldön míg másik a tengeren, (tengeri) és földi emberek; az előbbiek tűz nélküli áldozatokat mutatnak be, amelyek nem teljesek, de az athéniak tüzet áldoznak, amint látjátok odaát, és égett hús illatát. A füstöt illatosnak és a felajánlások ízével felszállónak ábrázolják. Ennek megfelelően az istennő úgy került az athéniekhez, mint olyan bölcs emberekhez, akik kiváló áldozatokat hoznak. A rodosziak számára azonban, amint azt mondják, arany ömlött le az égből, amely betöltötte házaikat és szűk utcáikat amikor Zeusz felhőt hozott rájuk, mert ők is Athénére figyeltek. Az isteni Plutosz is ott áll az akropoliszukon, akit szárnyas lényként ábrázolnak, aki a felhőkből szállt alá, és aranyként az anyag miatt, amelyben megnyilvánult.”

## Feltárása
A szentélyt 1910–1932-ben tárta fel Maiuri és Jacopi olasz régészek, majd KF Kinch és Chr. Blinkenberg dán régészek.

## Történelmi jelentősége és építészeti emlékei
A Lindoszi Akropolisz legfontosabb épülete a Templom Athéna Lindia istennő tiszteletére, amely a Kr. e. 4. században épült Dorikus stílusban. Ez a templom a helyszín központi eleme, ahol az ókori görögök Athéna istennőt tisztelték. A templom mellett található a Hellenisztikus Stoa, egy oszlopos folyosó, amely egykor üzleteknek és közösségi tereknek adott otthont. Az akropolisz bejáratánál helyezkedik el a Propylaea, azaz a monumentális kapu, amely lenyűgöző lépcsősorával és oszlopaival fogadja a látogatókat.
A középkori időszakban a lovagok erőddé alakították az akropoliszt, hogy megvédjék a szigetet a török hódítástól. Az erőd falai, bástyái és a Johannita lovagok által épített vár ma is megtekinthetők, ami egyedülálló kombinációja az ókori és középkori építészetnek. Az akropoliszon található Szent János bizánci templom is a 13. századból, amely egykor a vallási élet központi helyszíne volt.

## Fordítás
Ez a szócikk részben vagy egészben  a   Temple of Athena Lindia című angol Wikipédia-szócikk fordításán alapul.  Az eredeti cikk szerkesztőit annak laptörténete sorolja fel. Ez a jelzés csupán a megfogalmazás eredetét és a szerzői jogokat jelzi, nem szolgál a cikkben szereplő információk forrásmegjelöléseként.